# Romana Lesjak
Romana Lesjak, slovenska političarka, * 27. december 1956, Črna na Koroškem.
Je županja Občine Črna na Koroškem. Za županjo je bila izvoljena na lokalnih volitvah 2010, kot samostojna kandidatka. Odtlej neprekinjeno zaseda funkcijo; na lokalnih volitvah 2022 je zmagala v prvem krogu volitev s 63,44 % glasov.
Leta 2023 je bila zlasti zaradi svoje aktivne vloge med vodno ujmo, ki je Slovenijo prizadela avgusta 2023, izbrana za Delovo osebnost leta in bila nominirana za Slovenko leta.
Po poklicu je magistrica upravnih znanosti.

## Zasebno
Je mati treh otrok, dveh hčera in sina. Njena hči Petra Lesjak Tušek je slovenska novinarka.